# Катериновка (Глуховский район)
Катериновка (укр. Катеринівка) — село,
Сосновский сельский совет,
Глуховский район,
Сумская область,
Украина.
Код КОАТУУ — 5921587102. Население по переписи 2001 года составляло 246 человек .

## Географическое положение
Село Катериновка находится на левом берегу реки Клевень,
ниже по течению на расстоянии в 3,5 км расположено село Сосновка,
на противоположном берегу — село Белокопытово.
Около села много ирригационных каналов.
Рядом проходит автомобильная дорога E 38 (Т-2502).
Около села проходит граница с Россией.

## Экономика
- Молочно-товарная ферма.
- Торфоразработки Пушкаро-Жаденского.
- Таможенный пост «Катериновка» Глуховской таможни.

## Объекты социальной сферы
- Клуб.